# To må man være
|  | Denne artikel er oprettet af botten PalnaBot ud fra en ekstern database. Den kan derfor have sproglige fejl eller mangler. Denne skabelon kan fjernes efter kontrol af indholdet. |

To må man være er en dokumentarfilm instrueret af Ulla Boye efter manuskript af Ulla Boye.

## Handling
I otte korte dobbeltportrætter sættes par, som har levet sammen i mange år, i stævne til en snak om samliv, vaner, tryghed, konflikter og slidstærk kærlighed. Der er sømanden, som stadig begærer sin elskede efter 41 år. Der er landmandsparret fra Hobro, lærerparret fra Nørrebro og det kristne par fra Børkop. Og der er Judith og Ulrich fra Møn, som 31 år efter, at de til en westernfest forvandlede sig til Ginger Rogers og Fred Astaire, oplever samværet mere intenst end nogensinde. Den stensikre opskrift på et godt ægteskab findes ikke. Lykken ligner ikke reklamer. Men at den kan findes i hverdagen med et andet menneske, er ingen af de medvirkende i tvivl om.